# طلای سیاه (فیلم ۲۰۱۱)
طلای سیاه (به انگلیسی: Black Gold) یک فیلم درام محصول سال ۲۰۱۱ به کارگردانی جتا آماتا است. فیلم داستان مبارزه یک جامعه محلی دلتای نیجر علیه دولت خود و یک شرکت نفتی چند ملیتی که زمین آنها را غارت کرده و محیط زیست را ویران کرده‌است را روایت می‌کند. این فیلم در سال ۲۰۱۲ با عنوان نوامبر سیاه مجدداً منتشر شد، با ۶۰٪ از صحنه‌های فیلمبرداری مجدد و صحنه‌های اضافی برای تبدیل شدن به فیلم بهتر.

## داستان
مردمی که سرزمین و رودخانه‌های خود را آلوده به نفت دیده‌اند، مردمی که در حال مبارزه هستند.